# Neurocordulia alabamensis
Neurocordulia alabamensis – gatunek ważki z rodziny szklarkowatych (Corduliidae). Występuje na terenie Ameryki Północnej.